# リッパート駐韓大使襲撃事件

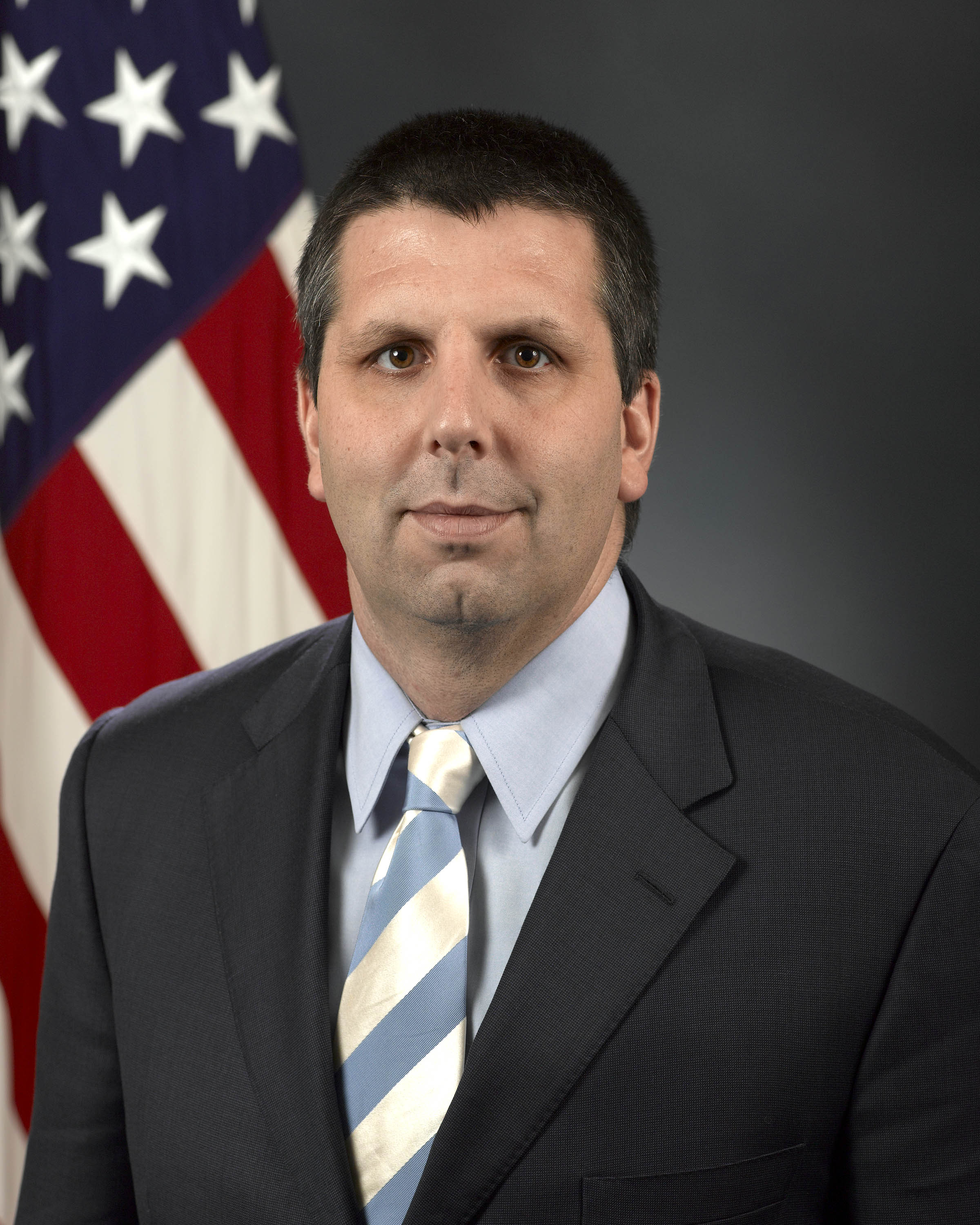
マーク・リッパート

リッパート駐韓大使襲撃事件（リッパートちゅうかんたいししゅうげきじけん）は、2015年3月5日に韓国のソウルで暴漢がアメリカのマーク・リッパート駐韓国大使を襲撃した事件。

## 概要
2015年3月5日午前7時40分ごろ、ソウルにある「世宗文化会館」での朝食会の席でマーク・リッパート駐韓国大使が刃物を持った韓国人の男に襲撃され、右あごの上に約11cm、深さ約3cmの傷と左腕を貫通する重症を負った。リッパート駐韓国大使はスピーチをする直前だったという。リッパート駐韓国大使はバラク・オバマ大統領（当時）が上院議員の頃からの側近とされ、前年に大使に任命されていた。右の頬骨の下からあごと首にかけての傷は、頸動脈の1cmから2cm手前まで届いており、命を失う危険があった。手当てには80針が縫われたという。また、指につながる靱帯と筋2カ所を損傷したほか、腕から小指に向かう尺骨神経の感覚神経も切断した重症であったとされ、後遺症が心配されている。
江北サムスン病院で応急処置を受けた後、新村セブランス病院での回復手術は午前10時頃から全身麻酔で行われ、顔の傷を担当する形成外科医と腕の傷を担当する整形外科医が同時に入り、約2時間半かけて終えたとされる。
リッパート駐韓国大使は3月19日には業務に復帰し、家族と一緒に写った写真をTwitterに掲載した。

## 襲撃犯
リッパート駐韓国大使を襲撃した襲撃犯は『ウリマダン独島守護（私たちの広場・独島守護）』の代表金基宗（キム・ギジョン、ko:김기종 (1959년)）55歳とされ、2010年7月に当時日本の駐韓国大使であった重家俊範に投石し、同席の在大韓民国日本国大使館一等書記官の女性を負傷させたものの、懲役2年、執行猶予3年の有罪判決に留まり収監されなかった人物とされる。重家大使への投石事件で実刑判決が出されていれば、リッパート駐韓国大使への襲撃を防げたとの指摘もある。
犯行後、周囲からうつ伏せに取り押さえられた際にも「独島（竹島）は韓国の領土」「アメリカ軍のやつらはなぜこの地で戦争訓練をするのか」「あのとき（日本大使襲撃事件）はテロではなかった。今回はテロだ」などと大声で叫んでいたと言う。
犯行当時、キムは刃渡り25cmの凶器とカッターナイフを持ち、韓服を現代風にした服と帽子を身につけ、ひげをはやしていた。また、キムは活動家として前科6犯の人物であった。

### ウリマダン独島守護
キムが代表を務める団体『ウリマダン独島守護』へ、韓国政府から支援金が出されていたことも指摘された。2000年から8年にかけて4回にわたり、2000万ウォン（約220万円）が同団体が主催する公演に支援金として出され、2010年7月に重家駐韓日本大使に2個のセメント片を投げつけ起訴された後も、映画振興委員会が同公演に300万ウォン（約33万円）を支援していたという。さらに、2012年から2014年にかけてウリマダンのイベントを開催するために、ソウル映像メディアセンターを無償で貸し出したり、後援の権限も付与するなど、さまざまな支援をしてきたとされる現政府でも、2013年1月から最近まで、政府の予算から3200万ウォン（約350万円）の支援を行っていたという。

### 判決
ソウル中央地裁刑事25部は9月11日に、キム被告に殺人未遂、外交使節暴行などの容疑で有罪として懲役12年を宣告した。キム被告が外交使節を攻撃した二度目の事件であるが、地裁は「外交使節を深刻に攻撃した最初の事件」と定義し、裁判で「手にけがをしていて殺害する能力がなかった」と言って殺意を否定していた被告に対して、「未必の故意でありながらも殺意があった」とこれを否定して重刑を科した一方で、検察が追加起訴した（北朝鮮思想を賛美・鼓舞しただけで有罪になる）国家保安法違反容疑については「北朝鮮の対外的な主張と一致する」部分があっただけとして無罪とした。これに対して検察は控訴した。

## 警備問題
行事を主催した民族和解協力汎国民協議会（民和協）は、1人の警護員も配置しておらず警察にも警護要請をしていなかった。所轄の鍾路警察署側が25人を会場の周辺に、そして情報・外事課の捜査員3名を会場の入り口に配置していただけとされる。会場の入り口で名前と所属を言えば、招待者リストの名前を確認しただけで、身分証を確認しないまま、名札を渡して入場させていたとされる。参加者の証言でも、入り口には金属探知機がなく身分証や写真などの確認もなかったという。参加予約もしていない金基宗であったが、実務スタッフが顔見知りであったため手書きの名札を作って渡したという。この時、鍾路警察捜査員がリストに名前のないキム被告をなぜ入場させるのかと指摘したところ、民和協職員は「（キム被告が）加盟団体（ソウル市民文化団体連席会議）の役員なので問題ない」などと答えたという。事件後、韓国警察は『大使館側から、特に身辺保護の要請はなかった』とする趣旨の釈明をしたとされる。アメリカ大使の警護は大使館のセキュリティー部門の担当であり、外交官は基本的に韓国警察の警護の対象ではないと主張した。事件後（同日午前10時）から米国大使を「要人警護対象者」に指定、大使本人に警察官4人、大使夫人には警察官3人を警護につけたとされる。

## 各国政府の対応

### 韓国
事件当日、韓国の朴槿恵大統領は中東を訪問中であり、同日に電話で見舞い「米韓同盟に否定的な影響が出ないようアメリカ政府と緊密に協力する」と伝えた他、「韓国とアメリカの同盟に対する攻撃で、許せない」と非難した。なお、2010年にキム被告により重家駐韓日本大使が襲撃された事件では朴大統領による重家への見舞いはなされず、またキム被告に対しては執行猶予判決が出され、収監はなされなかった。
韓国世論への波及
事件直後から韓国では犯人の訪朝歴を理由に「北朝鮮シンパ（従北左派勢力）」の犯行という報道が集中した結果、右派・保守派の朴槿恵政権への支持率が急上昇した。2015年1月27日から29日では29％にまで落ち込んだいた支持率が（ギャラップ社世論調査）が10日から12日には39％に、また別の調査（リアルメーター）の統計では、16日の時点での朴槿恵政権への支持率は42.8％まで上昇しているとされる。年長者を中心に保守層の結束が理由とされている。

### アメリカ
3月5日、米国家安全保障会議のミーハン報道官はオバマ大統領が大使に見舞いの電話をかけ、「できるだけ早い回復を祈る」と述べたと伝えた。米国務省は「暴力行為を強く非難する」との声明を発表したとされる。リッパート駐韓大使は入院先の病院で、「自分だけでなくアメリカへの攻撃だ」と与党セヌリ党の金武星代表に発言している。

### 北朝鮮
従北勢力の犯行とされ黒幕に仕立て上げられた北朝鮮は、当初より韓国での報道に反発すると共に犯行を正当化するような言説を繰り返した。朝鮮中央通信は5日、事件に対し「戦争狂アメリカに加えられた当然の懲罰」。「（犯人のキムが）南北は統一されなければならない。戦争に反対だ』と叫びながら、正義のやいばの洗礼を浴びせた」などと表現した。「反米機運が高まっている中で起こったこの事件は、南朝鮮（韓国）で合同軍事演習を行い、朝鮮半島の戦争危機を高めているアメリカを糾弾する南側の民心の反映であり、抗議の表明だ」などと述べたとされる。ただし事件への北朝鮮の関与は裁判でも明らかにならなかった。

### 日本
3月5日、午前の記者会見で日本の菅義偉内閣官房長官は事件に対し、「こうした行為は決して許されず、強く非難することであります」と述べた。また、在留邦人の安全に向け「大使館から注意を呼び掛けると同時に韓国政府に対し（日本大使館などの）警備の強化を要請しました」と明らかにした